# Linia kolejowa nr 782
Linia kolejowa nr 782 – zlikwidowana, jednotorowa linia kolejowa łącząca stacje Małowice Wołowskie i Iwno. Decyzją Ministerstwa Infrastruktury z dnia 7 września 2005 r. podjęto działania likwidacyjne linii kolejowej.